# 리디아 리트뱌크
리디아 블라디미로브나 리트뱌크(러시아어: Лидия Владимировна Литвяк: 1921년 8월 18일 모스크바 – 1943년 8월 1일 크라스니루치)는 제2차 세계 대전 당시 활동한 소련 공군 전투기 조종사이다. 복무기간 약 2년간 총 66회 출격하여 단독전에서 12차례, 협동전에서 4차례 항공전에서 승리했다. 적기를 격추한 첫 여성 조종사이며 전투기 에이스 칭호를 얻은 유이한 여성 조종사 중 첫째이다. 또한 리트뱌크의 격추 기록은 여성 전투기 조종사의 격추기록 중 최대치이다. 쿠르스크 전투 당시 오렐 근교에서 독일 항공기 편대에 공격을 받고 피격, 전사했다.

## 참고 자료
- Bergström, Christer (2007). Barbarossa—The Air Battle: July–December 1941. Classic Publications. ISBN 1-85780-270-5.
- Bergström, Christer. Stalingrad—The Air Battle: 1942 through January 1943. Hinckley England, Midland, 2007. ISBN 978-1-85780-276-4.
- Goodpaster-Strebe, Amy (2007). Flying for Her Country: the American and Soviet women military pilots of World War II. Greenwood Publishing Group. ISBN 0-275-99434-1.
- Jackson, Robert. Air Aces of WWII. Ramsbury, MarlboRough, Vital Guide, Airlife Crowood Press, 2003. ISBN 1-84037-412-8.
- Seidl, Hans D. Stalin's Eagles—An illustrated Study of the Soviet Aces of World War II and Korea. Atglen, PA, Schiffer Military History, 1998. ISBN 0-7643-0476-3.
- Spick, Mike.The complete fighter ace: all the world' fighter aces, 1914–200. London, Greenhill Books, 1999. ISBN 1-85367-374-9.